# هوسوکاوا تاکاکونی
هوسوکاوا تاکاکونی (細川 高国؛ ۱ ژانویهٔ ۱۴۸۴ – ۱۷ ژوئیهٔ ۱۵۳۱) سامورایی اهل ژاپن بود. وی پانزدهمین رهبر یکی از شعبه‌های خاندان هوسوکاوا بنام «هوسوکاوا کیوچو» بود. هوسوکاوا اوجیتسونا، هجدهمین رهبر خاندان هوسوکاوا کیوچو، فرزند خواندهٔ وی بود.
از او به عنوان یکی از هشت زایباتسو بزرگ (دارای قدرت اقتصادی) در دوره سنگوکو نام برده می‌شود.